# Grand Prix de Fourmies 2010
Il Grand Prix de Fourmies 2010, settantottesima edizione della corsa e valida come evento dell'UCI Europe Tour 2010, si svolse il 12 settembre 2010, per un percorso totale di 205 km. Fu vinto dal francese Romain Feillu che giunse al traguardo con il tempo di 4h39'05" alla media di 44,07 km/h.
Al traguardo 110 ciclisti portarono a termine il percorso.

## Ordine d'arrivo (Top 10)
| Pos. | Corridore          | Squadra      | Tempo    |
| ---- | ------------------ | ------------ | -------- |
| 1    | Romain Feillu      | Vacansoleil  | 4h39'05" |
| 2    | Davide Appollonio  | Cervélo      | s.t.     |
| 3    | Kenny Dehaes       | Omega Pharma | s.t.     |
| 4    | Adam Blythe        | Omega Pharma | s.t.     |
| 5    | Alexander Kristoff | BMC          | s.t.     |
| 6    | Robbie McEwen      | Katusha      | s.t.     |
| 7    | Denys Kostyuk      | ISD-Neri     | s.t.     |
| 8    | Nikolaj Trusov     | Katusha      | s.t.     |
| 9    | Sergej Lagutin     | Vacansoleil  | s.t.     |
| 10   | Lilian Jégou       | Bretagne     | s.t.     |